# Nordische Skiweltmeisterschaften 2015/Teilnehmer (Österreich)
Österreich nahm an den 50. Nordischen Skiweltmeisterschaften, die vom 18. Februar bis 1. März 2015 in Falun in Schweden ausgetragen wurden, mit einer Delegation von 23 Athleten teil.
In den einzelnen Wettbewerben kamen acht Skilangläufer (5 Männer, 3 Frauen), sechs Nordische Kombinierer (nur Männer) und neun Skispringer (5 Männer, 4 Frauen) zum Einsatz.
Insgesamt eroberten die Sportler des Österreichischen Skiverbandes fünf Medaillen, davon eine Goldmedaille durch Bernhard Gruber im Einzel (Großschanze/10 km) der Nordischen Kombination, womit sich der Hofgasteiner auch zum ersten österreichischen Einzel-Weltmeister in der Nordischen Kombination krönte, zwei Silbermedaillen durch Gregor Schlierenzauer im Skispringen (Einzel Großschanze) und der Skisprung-Mannschaft (Großschanze), sowie zwei Bronzemedaillen durch Stefan Kraft im Skispringen (Einzel Normalschanze) und Daniela Iraschko-Stolz im Sprunglauf der Frauen von der Normalschanze.
Für die besten Leistungen im Skilanglauf sorgten Bernhard Tritscher mit einem 6. Platz über 15 km im Freistil und Teresa Stadlober mit Rang 13 über 30 km Klassisch mit Massenstart.

## Skilanglauf

### Männer
| Athlet             | Verein        | Wettbewerb                              | Rang |
| ------------------ | ------------- | --------------------------------------- | ---- |
| Markus Bader       | SC Waidring   | Skilanglauf Sprint                      | 47.  |
| Dominik Baldauf    | SV Sulzberg   | Skilanglauf Sprint                      | 19.  |
| Dominik Baldauf    | SV Sulzberg   | Skilanglauf 15 km Freistil              | 45.  |
| Max Hauke          | WSV Liezen    | Skilanglauf 15 km Freistil              | 38.  |
| Max Hauke          | WSV Liezen    | Skilanglauf 30 km Skiathlon             | 42.  |
| Bernhard Tritscher | SK Saalfelden | Skilanglauf 15 km Freistil              | 6.   |
| Bernhard Tritscher | SK Saalfelden | Skilanglauf Team-Sprint                 | 12.  |
| Bernhard Tritscher | SK Saalfelden | Skilanglauf 50 km Klassisch Massenstart | 28.  |
| Harald Wurm        | WSV Vomp      | Skilanglauf Team-Sprint                 | 12.  |

### Frauen
| Athlet           | Verein         | Wettbewerb                              | Rang |
| ---------------- | -------------- | --------------------------------------- | ---- |
| Kateřina Smutná  | HSV Saalfelden | Skilanglauf Sprint                      | 31.  |
| Nathalie Schwarz | SU Zwettl      | Skilanglauf 30 km Klassisch Massenstart | 35.  |
| Nathalie Schwarz | SU Zwettl      | Skilanglauf 15 km Skiathlon             | 38.  |
| Nathalie Schwarz | SU Zwettl      | Skilanglauf 10 km Freistil              | 65.  |
| Teresa Stadlober | SC Radstadt    | Skilanglauf 30 km Klassisch Massenstart | 13.  |
| Teresa Stadlober | SC Radstadt    | Skilanglauf 15 km Skiathlon             | 21.  |
| Teresa Stadlober | SC Radstadt    | Skilanglauf 10 km Freistil              | 25.  |

## Nordische Kombination

### Männer
| Athlet           | Verein                | Wettbewerb                            | Rang |
| ---------------- | --------------------- | ------------------------------------- | ---- |
| Christoph Bieler | HSV Absam-Bergisel    | NK Einzel Großschanze 10 km           | 19.  |
| Wilhelm Denifl   | SV Innsbruck-Bergisel | NK Einzel Normalschanze 10 km         | 28.  |
| Bernhard Gruber  | SC Bischofshofen      | NK Einzel Normalschanze 10 km         | 10.  |
| Bernhard Gruber  | SC Bischofshofen      | NK Einzel Großschanze 10 km           | 1.   |
| Bernhard Gruber  | SC Bischofshofen      | NK Team-Sprint Großschanze 2 × 7,5 km | 7.   |
| Bernhard Gruber  | SC Bischofshofen      | NK Team Normalschanze 4 × 5 km        | 5.   |
| Lukas Klapfer    | WSV Eisenerz          | NK Einzel Normalschanze 10 km         | 15.  |
| Lukas Klapfer    | WSV Eisenerz          | NK Einzel Großschanze 10 km           | 21.  |
| Lukas Klapfer    | WSV Eisenerz          | NK Team Normalschanze 4 × 5 km        | 5.   |
| Philipp Orter    | SV Villach            | NK Einzel Normalschanze 10 km         | 14.  |
| Philipp Orter    | SV Villach            | NK Team Normalschanze 4 × 5 km        | 5.   |
| Sepp Schneider   | SC Egg                | NK Einzel Normalschanze 10 km         | 13.  |
| Sepp Schneider   | SC Egg                | NK Team-Sprint Großschanze 2 × 7,5 km | 7.   |
| Sepp Schneider   | SC Egg                | NK Team Normalschanze 4 × 5 km        | 5.   |

## Skispringen

### Männer
| Athlet                | Verein                  | Wettbewerb                                 | Rang |
| --------------------- | ----------------------- | ------------------------------------------ | ---- |
| Thomas Diethart       | UVB Hinzenbach          | Skispringen Einzel Normalschanze           | 27.  |
| Michael Hayböck       | UVB Hinzenbach          | Skispringen Einzel Normalschanze           | 21.  |
| Michael Hayböck       | UVB Hinzenbach          | Skispringen Einzel Großschanze             | 14.  |
| Michael Hayböck       | UVB Hinzenbach          | Skispringen Mannschaft Großschanze         | 2.   |
| Michael Hayböck       | UVB Hinzenbach          | Skispringen Mixed Mannschaft Normalschanze | 4.   |
| Stefan Kraft          | SV Schwarzach im Pongau | Skispringen Einzel Normalschanze           | 3.   |
| Stefan Kraft          | SV Schwarzach im Pongau | Skispringen Einzel Großschanze             | 5.   |
| Stefan Kraft          | SV Schwarzach im Pongau | Skispringen Mannschaft Großschanze         | 2.   |
| Stefan Kraft          | SV Schwarzach im Pongau | Skispringen Mixed Mannschaft Normalschanze | 4.   |
| Manuel Poppinger      | SV Innsbruck-Bergisel   | Skispringen Einzel Großschanze             | 32.  |
| Manuel Poppinger      | SV Innsbruck-Bergisel   | Skispringen Mannschaft Großschanze         | 2.   |
| Gregor Schlierenzauer | SV Innsbruck-Bergisel   | Skispringen Einzel Normalschanze           | 22.  |
| Gregor Schlierenzauer | SV Innsbruck-Bergisel   | Skispringen Einzel Großschanze             | 2.   |
| Gregor Schlierenzauer | SV Innsbruck-Bergisel   | Skispringen Mannschaft Großschanze         | 2.   |

### Frauen
| Athlet                     | Verein                | Wettbewerb                                 | Rang |
| -------------------------- | --------------------- | ------------------------------------------ | ---- |
| Chiara Hölzl               | SV Schwarzach i. P.   | Skispringen Einzel Normalschanze           | 16.  |
| Daniela Iraschko-Stolz     | WSV Eisenerz          | Skispringen Einzel Normalschanze           | 3.   |
| Daniela Iraschko-Stolz     | WSV Eisenerz          | Skispringen Mixed Mannschaft Normalschanze | 4.   |
| Eva Pinkelnig              | SK Kehlegg (Dornbirn) | Skispringen Einzel Normalschanze           | 8.   |
| Jacqueline Seifriedsberger | SC Waldzell           | Skispringen Einzel Normalschanze           | 7.   |
| Jacqueline Seifriedsberger | SC Waldzell           | Skispringen Mixed Mannschaft Normalschanze | 4.   |

## Medaillenspiegel

### Gesamtstand
Endstand nach 21 Wettbewerben:
| Platz | Land       | Gold | Silber | Bronze | Summe |
| ----- | ---------- | ---- | ------ | ------ | ----- |
| 5     | Österreich | 1    | 2      | 2      | 5     |

### Nach Sportarten
Endstand nach 21 Wettbewerben:
| Platz | Sportart              | Gold | Silber | Bronze | Summe |
| ----- | --------------------- | ---- | ------ | ------ | ----- |
| -     | Skilanglauf           | 0    | 0      | 0      | 0     |
| 3     | Nordische Kombination | 1    | 0      | 0      | 1     |
| 3     | Skispringen           | 0    | 2      | 2      | 4     |